# 青海省教育厅
青海省教育厅是青海省人民政府的组成部门、主管青海省教育工作的省级教育行政部门。